# Petalocephala turgida
Petalocephala turgida är en insektsart som beskrevs av Rauno E. Linnavuori 1972. Petalocephala turgida ingår i släktet Petalocephala och familjen dvärgstritar. Inga underarter finns listade i Catalogue of Life.